# Movimento Radicale
Il Movimento Radicale (in francese Mouvement radical, MR) - il cui nome registrato negli statuti è Movimento Radicale (Social Liberale) (in francese Mouvement radical (social libéral), MRSL)) è stato un partito politico francese fondato il 9 dicembre 2017 a seguito della confluenza di due distinti soggetti politici:
- il Partito Radicale  (Parti radical);
- il Partito Radicale di Sinistra  (Parti radical de gauche).

Conta 6 deputati all'Assemblea Nazionale, di cui 2 provenienti dal Partito Radicale (Bertrand Pancher, nel gruppo UDI, e Philippe Huppé, nel gruppo REM); 3 provenienti dal Partito Radicale di Sinistra (Sylvia Pinel, Jeanine Dubié e Olivier Falorni, nel gruppo dei non iscritti); 1 di Cap sur l'avenir (Stéphane Claireaux, nel gruppo REM). Gli esponenti radicali sono pertanto suddivisi fra tre gruppi parlamentari (3 non iscritti, 2 REM e 1 UDI).
Nel febbraio 2019 il PRG decide di ricostituirsi come partito autonomo, lasciando così il Movimento Radicale.. Nel 2021 è stato deciso il rilancio del Partito Radicale, decretando di fatto la fine del Movimento Radicale.

## Presidenti
- Laurent Hénart (9 dicembre 2017 – 12 settembre 2021)
- Sylvia Pinel (9 dicembre 2017 – 8 febbraio 2019)